# Фоменко, Пётр Иванович
Пётр Иванович Фоменко (14 октября 1897, село Богородицкое, Область Войска Донского, Песчанокопский район, Ростовская область — 29 января 1967, Одесса) — советский военный деятель, генерал-лейтенант (13 сентября 1944 года).

## Начальная биография
Пётр Иванович Фоменко родился 14 октября 1897 года в селе Богородицкое ныне Песчанокопского района Ростовской области.

## Военная служба

### Первая мировая и гражданская войны
В 1916 году призван в ряды Русской императорской армии и направлен рядовым в 3-й Кавказский кавалерийский полк, после чего принимал участие в боевых действиях на Кавказском фронте, вскоре в чине младшего унтер-офицера был назначен на должность помощника командира взвода.
В ноябре 1917 года вступил в ряды отрядов самообороны на Ставрополье, из которых в период с февраля по сентябрь 1918 года была сформирована Ставропольская кавалерийская бригада, где Фоменко был назначен на должность младшего командира. В январе 1919 года на базе бригады была развернута 1-я Ставропольская кавалерийская дивизия (вскоре переименована в 6-ю кавалерийскую дивизию). Находясь на должностях командира взвода, помощник командира и командира кавалерийского эскадрона в составе 31-го и 32-го кавалерийских полков этой же дивизии Фоменко принимал участие в боевых действиях воевал на Южном фронте против белоказаков и Кавказской армии под командованием генерала А. И. Деникина, с мая 1920 года — на Юго-Западном фронте в ходе советско-польской войны, а с октября того же года — в боевых действиях против войск под командованием генерала П. Н. Врангеля на территории Северной Таврии и в Крыму, а также против повстанцев на Украине. За боевые отличия П. И. Фоменко награждён орденом Красного Знамени.

### Межвоенное время
После окончания войны Фоменко продолжил командовать эскадроном в составе той же дивизии.
В октябре 1924 года направлен на учёбу на кавалерийские курсы усовершенствования командного состава при Ленинградской высшей кавалерийской школе, после окончания которых в августе 1925 года вернулся в 6-ю Чонгарскую кавалерийскую дивизию, где служил на должностях начальника полковых школ 31-го и 32-го кавалерийских полков, командира и комиссара 35-го отдельного эскадрона и помощника командира 33-го кавалерийского полка по хозяйственной части.
В октябре 1930 года направлен на учёбу на курсы усовершенствования единоначальников при Военно-политической академии РККА, которые окончил в марте 1931 года. В мае того же года Фоменко был назначен на должность начальника военно-хозяйственного снабжения 27-й кавалерийской дивизии, а в июне 1937 года — на должность командира сначала 105-го, затем 94-го кавалерийских полков в составе 24-й кавалерийской дивизии.
В мае 1939 года назначен на должность командира 11-й кавалерийской дивизии (Белорусский военный округ), а в июле 1940 года — на должность командира 84-й моторизированной дивизии (3-й механизированный корпус, Прибалтийский военный округ).
В 1941 году окончил курсы усовершенствования высшего начальствующего состава при Военной академии имени М. В. Фрунзе.

### Великая Отечественная война
С началом войны дивизия под командованием Фоменко принимала участие в ходе приграничного сражения в составе Северо-Западного фронта. В ходе контрудара в течение 23 — 25 июня в районе Шяуляя 3-й механизированный корпус, в составе которого входила и 84-я моторизованная дивизия, понёс существенные потери с уничтожением практически всей материальной части, в результате чего попал в окружение, из которого корпус выходил через территорию Литвы и Белоруссии. В августе дивизия была преобразована в стрелковую и после тяжёлых оборонительных действий на реке Неман понесла значительные потери, в результате чего выведена в город Валдай с целью пополнения личным составом. С сентября 1941 года дивизия под командованием Фоменко в составе Северо-Западного фронта вела боевые действия по обороне города Валдай, а затем принимала участие в ходе Демянской наступательной операции.
В августе 1942 года дивизия была включена в состав Сталинградского фронта, после чего принимала участие в ходе оборонительных боевых действий на подступах к Сталинграду, а с ноября в составе 24-й армии (Донской фронт) вела наступление в рамках операций «Уран» и «Кольцо».
В апреле 1943 года дивизия была передислоцирована в район Воронежа с целью укомплектования. Тогда же Фоменко был назначен на должность командира 21-го гвардейского стрелкового корпуса, который вскоре принимал участие боевых действиях в ходе Белгородско-Харьковской наступательной операции, во время которой вышел к Днепру и после форсирования реки в декабре участвовал в боях по расширению плацдарма. Вскоре корпус принимал участие в боевых действиях в ходе Кировоградской, Корсунь-Шевченковской и Уманско-Ботошанской наступательных операций.
За умелое командование корпусом в этих операциях награждён орденом Красного Знамени и орденом Кутузова 2 степени.
В ноябре 1944 года корпус был включён в состав 3-го Украинского фронта, после чего участвовал в боевых действиях в ходе Будапештской и Венской наступательных операций, а также в освобождении городов Мохач, Ватажек, Боньхад, Пакш и Секешфехервар, за что Фоменко был награждён орденами Красного Знамени и Суворова 2 степени.
В марте 1945 года генерал-лейтенант Фоменко направлен на учёбу в Высшую военную академию имени К. Е. Ворошилова.
За время войны Фоменко был четыре раза упомянут в благодарственных в приказах Верховного Главнокомандующего.

### Послевоенная карьера
После окончания учёбы в академии в феврале 1946 года назначен на должность командира 18-го гвардейского стрелкового корпуса (Западно-Сибирский военный округ), а в июле 1952 года — на должность командира 82-го стрелкового корпуса (Одесский военный округ).
Генерал-лейтенант Пётр Иванович Фоменко в июне 1956 года вышел в запас. Умер 27 января 1967 года в Одессе.

## Награды
- Орден Ленина (21.02.1945[2]);
- Четыре ордена Красного Знамени (1927, 1943; 03.11.1944[2], 1948[2])
- Орден Суворова 2-й степени (13.06.1944);
- Орден Кутузова 2-й степени (19.01.1944);
- Медали.

## Воинские звания
- Комбриг (4 ноября 1939 года);
- Генерал-майор (4 июня 1940 года);
- Генерал-лейтенант (13 сентября 1944 года).